# Anders Fjellner
Anders Fjellner, född 18 september 1795 på Rödfjället sydväst om Tänndalen i Ljusnedals församling i Härjedalen, död 22 februari 1876 i Sorsele församling, Västerbottens län, var en samisk präst och poet. 

## Biografi

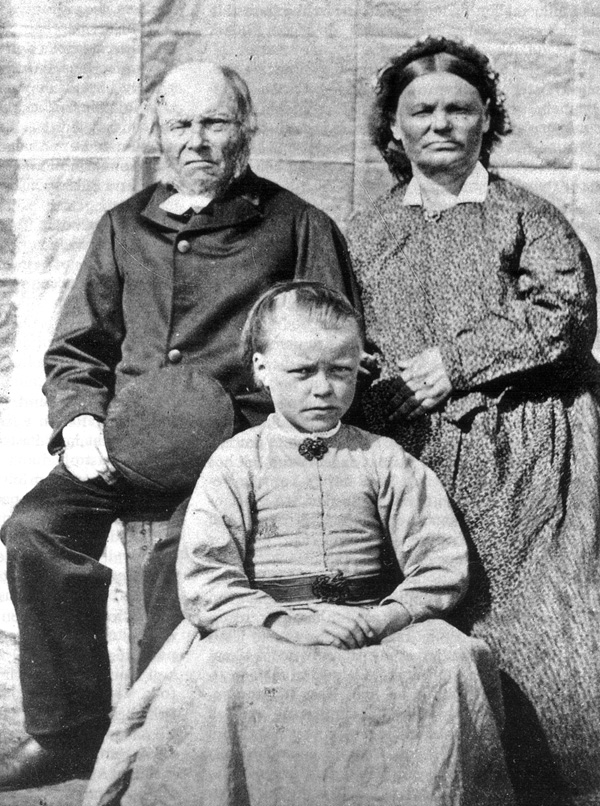
Anders och Christina Fjellner tillsammans med 15-åriga dottern Marta Eleonora, fotograferade 1871 av Lotten von Düben.

### Studier
Anders Fjellner var son till de renskötande samerna Thomas Jonsson och Märta Andersdotter. Sedan fadern dött 1804 blev han omhändertagen av en släkting, som såg till att han fick studera vid Frösö trivialskola i Östersund. Det var under denna tid som han tog sig efternamnet Fjellner. Via Härnösands gymnasium kom Anders Fjellner 1818 till Uppsala universitet där han 1821 prästvigdes. Under hela studietiden tillbringade han somrarna hemmavid och arbetade då inom rennäringen.
Under Fjellners studietid frodades ett intensivt intresse för folkdiktning i Uppsala. Det var där som den första samlingen av finska folkdikter utkom 1818 genom Carl Axel Gottlunds försorg. Fjellner och Gottlund blev vänner och höll kontakt även senare under livet.

### Yrkesliv
Efter sin prästvigning började Anders Fjellner arbeta som missionär inom Jukkasjärvi och Karesuando församlingar, huvudsakligen bland den samiska befolkningen. Fjellners modersmål var sydsamiska, men här lärde han sig snart nordsamiska och finska. Författaren Xavier Marmier besökte honom 1838 i samband med Rechercheexpeditionen, och beskrev honom då som en ännu ung, men svag och sjuklig man som nästan var helt blind. Som missionär reste Fjellner runt bland flyttsamerna hela vintern och bodde i deras kåtor. I sitt lilla hus i Karesuando bodde han i ett enda rum, där hans främsta vänner var böckerna: latinska och svenska klassiker, dikter av Esaias Tegnér och Frans Michael Franzén samt Erik Gustaf Geijers Sveriges historia. Marmier tyckte att hans liv verkade synnerligen slitsamt, men Fjellner konstaterade att han var van vid det och kände sig lycklig där han satt med sin mugg mjölk och sin brödkaka.
Av brev som Anders Fjellner skrev från Karesuando till Carl Axel Gottlund – på finska – framgår att Fjellner hade ett mycket stort intresse för den finska folkdiktningen.
År 1839 gifte sig Anders Fjellner med Christina Päivadtj eller Päiviö, som förde en mindre renhjord med sig i boet och kom från Karesuando församling.  När Fjellner tre år senare skulle tillträda en tjänst som kyrkoherde i Sorsele församling sålde familjen ut större delen av hjorden och behöll bara elva körrenar. Med hjälp av dessa flyttade familjen, som nu även omfattade två småbarn, de sjuttio milen till Sorsele. Eftersom tillträdet skedde i maj försvann snöföret sista milen, så att man fick bära både packning och barn över skogen. Det sägs att bondebefolkningen i Sorsele fick svårt att förlika sig med en kyrkoherde som kom flyttande till prästgården på detta simpla vis, men att den samiska befolkningen genast tog honom till sitt hjärta. I Sorsele blev han kvar under återstoden av sitt liv.
Eftersom Anders Fjellner hade problem med synen och till slut blev helt blind hade han långa perioder hjälp av en tillförordnad pastor. Under åren 1866–1872 biträddes han av Johannes Mörtsell från Malå, som också hade ett stort intresse för samernas poesi och senare kom att publicera en studie om "Lapparnes sång".

## Anders Fjellner som poet
Anders Fjellner är mest känd för sitt epos Päiven pardne (Solens söner), som är avfattat på ett samiskt konstspråk, en blandning av främst Jukkasjärvisamiska och Härjedalssamiska. Eftersom ingenting finns bevarat av Fjellners egna nedteckningar är hans verk bara kända i avskrift. Den längsta av dikterna, Solsonens frieri i jättarnes land, publicerades för första gången på svenska av Johan Anders Linder i verket Läsning för folket 1849. Fjellners diktning fick också stort utrymme i Gustaf von Dübens bok Om Lappland och lapparne, som utkom 1873. Även där återgavs dikterna huvudsakligen på svenska. För von Düben uppgav Fjellner att dikterna utformats utifrån sånger och sagor som han upptecknat bland samer i såväl norra som södra delen av Sápmi.
Gustaf von Dübens bok väckte den finländske språkvetaren Otto Donners intresse för Anders Fjellner. År 1874 besökte han den då nästan 80-årige Fjellner, som var helt blind och ägnade merparten av sin tid åt att binda not. Otto Donner nedtecknade Fjellners dikter på samiska och utgav dem 1876 i sitt verk Lieder der Lappen. Otto Donner analyserade versmåttet i Päiven pardne, och menade att det i allmänhet var uppbyggd på fyra trokéer, ungefär som i de finska runosångerna, men mindre strikt genomfört.
När språkforskaren K. B. Wiklund 1906 utgav sitt arbete Lapparnes sång och poesi riktade han hård kritik mot Anders Fjellner. Han menade att de versmått och allitterationer som förekom i Solens söner annars inte hade någon motsvarighet i samernas poesi. Dessa element fanns endast hos Fjellner. Wiklund menade att denne, starkt influerad av finsk folkpoesi i allmänhet och Kalevala i synnerhet, hade skrivit dikterna själv. Den enda dikt som Wiklund bedömde vara äkta folkpoesi var Soldottern, som saknade såväl versmeter som allitterationer.
K.B. Wiklunds kritik bemöttes 1938 av den samiske publicisten Torkel Tomasson, som skrev en artikel under rubriken "Anders Fjellner, en efter samiska förhållanden märklig poetisk begåvning". Han framhöll Fjellners stora betydelse som diktare och som skapare av ett samiskt nationalepos. Att detta skett mer utifrån fragment än egentliga uppteckningar minskade inte dikternas värde, tyckte Tomasson, som ville karaktärisera Fjellner på följande sätt: ”Han är om inte samernas Homeros så åtminstone en samernas Snorre Sturlasson.
Bo Lundmark, som skrivit den mest omfattande monografin om Anders Fjellner, sammanfattar hans betydelse på likartat sätt: "I sitt folks historia skall Fjellner helt visst framstå som en Homeros, Snorre Sturlasson eller Lönnrot, denne ’den märkligaste av alla samiska poeter’".

## Övrigt
Anders Fjellner var en av de viktigaste uppgiftslämnarna om samiska förhållanden i Gustaf von Dübens verk Om Lappland och lapparne.